# Thai Entertainment Content Trade Association
La Thai Entertainment Content Trade Association (TECA) è un'organizzazione non governativa non a scopo di lucro in rappresentanza dell'industria musicale della Thailandia e i musicisti, interpreti, autori e compositori che ne fanno parte. È membro dell'International Federation of the Phonographic Industry.